# フューチャーサイダー
フューチャーサイダーは、日本の女性アイドルグループ。ッスッゴイ株式会社所属。略称は「チャイダー」。

## 概要
数多くのアイドルイベントを主催・制作する、ッスッゴイ株式会社から誕生。キャッチコピーは「キミのありふれた日常に、青春を、今。」
2022年10月20日、「フューチャーサイダーお披露目単独公演」にて秋月かえで、桜歌ひな、瀬乃みく、本多あおい、彩菜まりの5名によってステージデビュー。
2023年4月12日、2023年5月17日をもって秋月かえでの脱退が発表。
2023年10月20日、「フューチャーサイダー1st Anniversary Oneman LIVE」にて新メンバーの瑞野ひよりと櫻衣まいを迎え、新体制お披露目ライブが行われた。
2024年8月2日〜4日開催されたTOKYO IDOL FESTIVAL 2024 supported byにしたんクリニックにグループとして初めて出演。TIF2024プレミア企画「チャイダー探し」として渋谷とお台場でアドトラック走行、ゆりかもめ全線、ゆりかもめ東京国際クルーズターミナル駅・テレコムセンター駅、りんかい線東京テレポート駅にポスターの掲載が行われた。
2024年7月1日からTikTokにて「実は私たち...【じつわた】」というアカウントが作られ、動画の投稿が行われた。当初はTOKYO IDOL FESTIVAL 2024 supported byにしたんクリニックに出演するグループということは公開されていたが、全員が仮面を被っており、グループ名も隠されていた。2024年7月26日以降、順次メンバーの顔出しする動画が公開。2024年9月10日から本アカウントの企画、撮影、編集が全てメンバーで運用していたことが明かされた。2024年9月17日に行われた「ダダダッシュ！ツアー！無銭壮行LIVE〜あと2都市も楽しんでいこうね〜 @恵比寿CreAto」にて初披露されたフューチャーサイダー16曲目の「夢幻マスカレイド」のプロモーションも兼ねて行われた。
2024年12月2日、翌年の1月21日をもって本多あおいが卒業することを発表。
2025年1月29日、2025年3月5日にZepp Shinjukuで実施された「フューチャーサイダー4thワンマンライブ ~フライングハイ！~」にて水瀬そらが加入することを発表。

## メンバー
| 名前                        | 生年月日              | 出身地   | 身長    | 担当カラー | 趣味・特技                                                                 | 備考                                                       |
| --------------------------- | --------------------- | -------- | ------- | ---------- | -------------------------------------------------------------------------- | ---------------------------------------------------------- |
| 彩菜まり（あやな まり）     | 5月10日               | 静岡県   | 153.5cm | みどり     | パン作り、カフェ巡り、宝塚観劇、クラシックバレエ、むちゃぶりにこたえること |                                                            |
| 桜歌ひな（さくらか ひな）   | 2006年3月3日（19歳）  | 神奈川県 | 145cm   | あか       | 寝ること、ソフトボール、早口言葉                                           |                                                            |
| 瀬乃みく（せの みく）       | 2000年4月10日（25歳） | 東京都   | 156.5cm | ぴんく     | 晩酌、料理                                                                 |                                                            |
| 櫻衣まい（さくらい まい）   | 8月22日               | 神奈川県 | 155.5cm | むらさき   | コーヒー、カメラ、占い、相手の素敵なところを見つける                       | RIZEプロダクション所属時代は「櫻井まい」名義で活動していた |
| 瑞野ひより（みずの ひより） | 2004年7月4日（20歳）  | 滋賀県   | 158cm   | きいろ     | 音楽を聴くこと、散歩、落書き                                               |                                                            |
| 水瀬そら（みなせ そら）     | 6月1日                | 埼玉？   | 151cm   | みずいろ   | アニメ鑑賞・コスプレ                                                       |                                                            |

※公式プロフィールに準拠。

## 旧メンバー
| 名前                          | 生年月日              | 出身地 | 身長    | 担当カラー | 趣味・特技             | 備考                               |
| ----------------------------- | --------------------- | ------ | ------- | ---------- | ---------------------- | ---------------------------------- |
| 秋月かえで（あきつき かえで） | 2001年1月19日（24歳） |        |         | しろ       |                        | 元INFIY∞メンバー 2023年5月14日卒業 |
| 本多あおい（ほんだ あおい）   | 2003年3月3日（22歳）  | 埼玉県 | 163.5cm | あお       | 水族館に行くこと、料理 | 本多しおりの実妹 2025年1月21日卒業 |

## 作品

### 楽曲
| #  | タイトル                       | 作詞                 | 作曲              |
| -- | ------------------------------ | -------------------- | ----------------- |
| 1  | 青色シルエット                 | 萩龍一、ハラアヤノ   | 萩龍一            |
| 2  | 初恋チャイダー                 | 河合優夢             | 河合優夢          |
| 3  | Gimme a star!!                 | 杉坂天汰             | 小川裕太郎        |
| 4  | マジックシック                 | 渡邉俊哉             | 渡邉俊哉          |
| 5  | エアラブ                       | サクノオクレゲ       | 小川裕太郎        |
| 6  | ”エン”カウンターアドベンチャー | IMAKISASA            | IMAKISASA         |
| 7  | フューチャーファイター         | ハラアヤノ           | 小川裕太郎        |
| 8  | どんな青を                     | 多田慎也             | 多田慎也          |
| 9  | 存在証明                       | 杉坂天汰             | AWOKI             |
| 10 | 愛日和                         | 杉坂天汰             | Ushikubo Masato   |
| 11 | TE TO TE                       | 多田慎也             | 多田慎也          |
| 12 | YAKIMOCHI！                    | すぅ（SILENT SIREN） | MUTEKI DEAD SNAKE |
| 13 | ダダダダッシュ                 | MUTEKI DEAD SNAKE    | MUTEKI DEAD SNAKE |
| 14 | 愛 愛 I love you!              | MUTEKI DEAD SNAKE    | MUTEKI DEAD SNAKE |
| 15 | 僕らのプラネット               | 馬場遼太郎           | 馬場遼太郎        |
| 16 | 夢幻マスカレイド               | 川島亮祐             | サクマリョウ      |
| 17 | メチャイイ！                   | MUTEKI DEAD SNAKE    | MUTEKI DEAD SNAKE |
| 18 | フライングハイ！               | MUTEKI DEAD SNAKE    | MUTEKI DEAD SNAKE |
| 19 | Blooming                       | 川島亮祐             | サクマリョウ      |
| 20 | ぐっとびーとダンス！           | フクイチカズキ       | クボナオキ        |

## ライブ

### ワンマンライブ
- フューチャーサイダーお披露目単独公演 @神田明神ホール（2022年10月20日）[4]
- フューチャーサイダー単独公演 〜一期一会〜 @恵比寿CreAto（2022年12月27日）[5]
- Road to 1stOneman 単独公演 @恵比寿CreAto（2公演：2023年1月30日、3月13日）[6]
- フューチャーサイダー1stワンマンライブ 〜掴め、この手で。〜 @Veats Shibuya（2023年3月25日）[7]
- フューチャーサイダー2ndワンマンライブ「青い夏のメリーベル」 @白金高輪SELENE b2（2023年7月27日）[8]
- フューチャーサイダー1st Anniversary Oneman LIVE @神田明神ホール（2023年10月20日）[9]
- フューチャーサイダー3rdワンマンライブ「Deep Blue Diary」 @新宿BLAZE（2024年4月11日）[10]
- ダダダッシュ！ツアー！無銭壮行LIVE〜ルルルルーレットセトリ編〜 @恵比寿CreAto（2024年5月20日）[11]
- ダダダッシュ！ツアー！無銭壮行LIVE〜ガガガ学力テスト編〜 @恵比寿CreAto（2024年6月13日）[11]
- ダダダッシュ！ツアー！無銭壮行LIVE〜あと2都市も楽しんでいこうね〜 @恵比寿CreAto（2024年9月17日）[12]
- Free de Chaider -緊急無銭単独- ＠club asia（2024年11月27日）
- Free de Chaider -無銭単独- ＠club asia（2024年12月26日）

### ワンマンツアー
- フューチャーサイダー5都市ツアー2024ダダダダッシュ！ツアー！（2023年6月23日仙台：仙台MACANA、2024年7月28日名古屋：X-HALL ZEN、2024年8月25日大阪：アメリカ村BEYOND、2024年9月22日福岡：INSA Fukuoka、2024年10月21日東京：神田明神ホール）

### 対バンツアー
- フューチャーサイダー4都市対バンツアー2023新潟編〜シャングリラる！？〜 DAY @Golden Pigs REDSTAGE（2023年5月21日 昼公演）（他出演者：ユメオイ少女、アイドールBRAVE）[13]
- フューチャーサイダー4都市対バンツアー2023新潟編〜シャングリラる！？〜 NIGHT @Golden Pigs REDSTAGE（2023年5月21日 夜公演）（他出演者：ユメオイ少女、アイドールBRAVE）[13]
- フューチャーサイダー4都市対バンツアー2023仙台編〜シャングリラる！？〜 DAY @スペースゼロ（2023年5月28日 昼公演）（他出演者：ユメオイ少女、ペペロンチーノ、Able-Gleam、chairmans+AquaNext）[14]
- フューチャーサイダー4都市対バンツアー2023仙台編〜シャングリラる！？〜 NIGHT @スペースゼロ（2023年5月28日 夜公演）（他出演者：ユメオイ少女、ペペロンチーノ、Able-Gleam、chairmans+AquaNext）[14]
- フューチャーサイダー4都市対バンツアー2023名古屋編〜シャングリラる！？〜 DAY @東海VERSUS（2023年6月4日 昼公演）（他出演者：逆転ねこぱんちっ！、Rebellious）[15]
- フューチャーサイダー4都市対バンツアー2023名古屋編〜シャングリラる！？〜 NIGHT @東海VERSUS（2023年6月4日 夜公演）（他出演者：みうみお、逆転ねこぱんちっ！、てぃんく♪、OS☆K）[15]
- フューチャーサイダー4都市対バンツアー2023大阪編〜シャングリラる！？〜 DAY @心斎橋CLAPPER（2023年6月17日 昼公演）（他出演者：W.、すたんぴっ！、おちゃメンタル☆パーティー）[16]
- フューチャーサイダー4都市対バンツアー2023大阪編〜シャングリラる！？〜 NIGHT @心斎橋CLAPPER（2023年6月17日 夜公演）（他出演者：カラフルスクリーム、W.、すーぱーぷーばぁー!!、すたんぴっ！、おちゃメンタル☆パーティー）[16]
- フューチャーサイダー5都市ツアー2024ダダダダッシュ！ツアー！（2023年6月23日仙台：仙台MACANA、2024年7月28日名古屋：X-HALL ZEN、2024年8月25日大阪：アメリカ村BEYOND、2024年9月22日福岡：INSA Fukuoka、2024年10月21日東京：神田明神ホール）[17]

### 主催対バン
- フューチャーサイダー主催対バンライブ『チャイダーランド vol.1』 @白金高輪SELENE b2 （2023年1月5日）（他出演者：なんキニ！、CYNHN、テラス×テラス、いちぜん！、Lily of the Valley、しろもん）[18]
- フューチャーサイダー主催対バンライブ『緊急開催！！チャイダーランド vol.1.5 節分スペシャル』 @渋谷clubasia （2023年2月3日）（他出演者：こみっきゅおん!、スーパーベイビーズ）[19]
- フューチャーサイダーRoad to 1stOneman 対バン公演Vol.1 @恵比寿CreAto（2023年2月20日）（他出演者：こみっきゅおん!、4次元コンパス）[20]
- フューチャーサイダー主催対バンライブ『チャイダーランド vol.2』 @Veats Shibuya（2023年5月18日）（他出演者：こみっきゅおん!、雨模様のソラリス、Glim Assembler、Onephony）[21]
- フューチャーサイダー主催対バンライブ『Free de Chaider!!』 @恵比寿CreAto（2023年7月6日）（他出演者：ベンジャス！、Hey!Mommy!）[22]
- フューチャーサイダー主催対バンライブ『Free de Chaider!!』 @CHIC HALL SHIBUYA（2023年11月21日）（他出演者：しろもん）[23]
- ダッシュでLIVE!名古屋編 @X-HALL ZEN（2024年7月28日）（他出演者：OS☆U、蜜兎）[24]
- ダッシュでLIVE!福岡編 @INSA Fukuoka（2024年9月22日）（他出演者：BudLaB、MAGICAL SPEC）[25]
- 『Free de Chaider 福岡編』 @キャナルシティ福岡 B1Fサンプラザステージ（2024年9月23日）（他出演者：MAGICAL SPEC、IQプロジェクト研究生）[26]